# Cockpen
Cockpen est un village du Midlothian, en Écosse.

## Géographie
Il se situe dans la banlieue de Bonnyrigg, à 3,2 km au sud-ouest de Dalkeith et est délimité à l'ouest et au nord par la paroisse de Lasswade (en), à l'est, par Newbattle (en) et au sud par Carrington,.

## Personnalités
- James Bonar (1757-1821), avocat et érudit, né à Cockpen.
- Henry Cockburn (Lord Cockburn) (1779-1854), avocat et personnage littéraire, né à Cockpen.